# 애플 코어

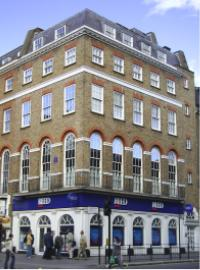

애플 코어(Apple Corps Ltd.)는 1968년 영국의 록 밴드 비틀즈에 의해 설립된 다각적 회사조직이다. 설립 당시의 자본금은 200만 달러. 가장 중요히 여기는 부문은 애플 레코드.
비틀즈 데뷔 전부터 로드 매니저를 맡아왔던 닐 아스피날이 대표이사를 맡고 있었으나, 2007년 4월 1일 아스피날이 애플을 나간 것이 발표되었다. 현재의 최고경영책임자(CEO)는 소니 BMG 산하의 레이블 레거시 레코딩스의 필두 부사장을 맡고 있던 제프 존스.

## 회사의 설립
최초의 계기는 비틀즈의 매니저 브라이언 엡스타인이 세금대책을 위해 비틀즈의 경영을 다각화하여 투자 대상을 늘리는 방향이 좋겠다고 회계사에게 들은 데서부터 시작된다. 브라이언은 베이커 스트리트에 '애플 퍼블리싱'이라는 음악출판사를 세운다.
1967년 8월 27일 브라이언이 사망하자 'NEMS 엔터프라이즈'가 엉망진창이 되고, NEMS의 관계자가 브라이언 대신 비틀즈를 결산하려 하자 "브라이언을 대신할 수 있는 사람은 없다"며 비틀즈는 자기들 스스로 매니지먼트하기로 결정한다. 그리고 자신들의 오피스와 조직이 필요케 되어 "이왕 할 바에는 우리들이 좋아하는 쪽으로 하자"며 비틀즈는 '애플'을 비틀즈의 회사로서 확대하기로 한다. 여기에는 "뮤지션 혹은 아티스트 본위의 회사"를 만들고 싶다는 바람이 있었다.
존 레논 - "비즈니스의 시스템 속에서 예술적인 자유를 확보하는 것"
폴 매카트니 - "애플은 일종의 공동체, 다른 사람들에게 꿈을 제공하는 수단이다"

## 사업 내용
'애플=레코드 레이블'이라는 인상이 강하나, 설립 당초에는 이하의 다섯 장르의 사업을 목표하고 있었었다.
1. 일렉트로닉스 - 가전업계에 혁명을 불러일으킬 것을 목표로 디자인성이 강한 가전의 제조판매
2. 영화 - 독자성 강한 작품을 발표하는 것을 목표로 오리지널 영화의 제작배급
3. 출판 - 비틀즈 및 그 관련 퍼블리싱의 출반. 주로 음악출판
4. 레코드 - 이른바 '애플 레코드', 및 스튜디오(애플 스튜디오)의 운영
5. 소매업 - 애플 부티크(1967년 12월 7일 - 1968년 7월 30일)의 기획과 운영, 콘셉트는 '아름다운 물품을 살 수 있는 아름다운 가게'

애플은 일렉트로닉스를 비롯하여 많은 부문을 떠안고 수많은 사람들의 꿈을 실현하고자 시작되었다.
그러나, 모든 사업이 순조롭게 운영되던 것은 아니었고, 결국 애플에 건 꿈이 너무나 장대했던 바람에 사업 축소 이후에는 주로 레코드 레이블 회사로서 알려지고 있게 되었다.
회사로 온 요망이나 각본, 오디션 테이프가 너무나 방대했던 나머지 "성심성의껏 전형하겠습니다"라는 표어도 달성하지 못하였다. 애플에서 발매한 레코드는 멤버들이 자기 스스로 발굴한 사람들의 것밖에 없었다.
현재는 비틀즈의 권리를 관리하는 것이 주된 사업이며, 'BEATLES'의 상표도 애플 코어가 등록하고 있다. 종전 비틀즈 관련 원반권은 영국 EMI가 관리하고 있었으나, 2012년 유니버설 뮤직과 합판하여 캘더스톤 프로덕션즈를 설립하여 원반권의 관리도 참획하고 있다.